# Estadio E. Piszka
El Estadio E. Piszka (en polaco: Stadion E.Piszka) es una instalación deportiva ubicada en la localidad de Kutno en el voivodato de Łódź, Polonia. Es uno de los dos estadios de béisbol en Kutno, siendo el otro el estadio S. Musiala (Stadion S. Musiala). Fue construido en 1995 y funciona como la sede del equipo local  MKS Kutno. También ha sido usado para eventos de sóftbol.